# 全国経営者団体連合会
一般社団法人全国経営者団体連合会（ぜんこくけいえいしゃだんたいれんごうかい、略称: JFEO）とは、野田一夫が谷口智治と始めた民間の交流団体。1986年に任意団体として創設され、2005年に東京都認証のNPO法人格を取得。その後一般社団法人格も取得した。代表理事は谷口。代表理事とは別に野田を会長としていた。